# Federazione Italiana Judo Lotta Karate Arti Marziali
La Federazione Italiana Judo Lotta Karate Arti Marziali, ou FIJLKAM, est l'organisme dirigeant du judo, de la lutte, du karaté et des arts martiaux en Italie. Elle organise les championnats italiens de ces disciplines.
Fondée le 18 janvier 1902 comme Federazione Atletica Italiana (FAI) à Milan par le marquis Luigi Monticelli Obizzi, elle s'est d'abord occupée de lutte gréco-romaine et d'haltérophilie. En 1933, elle est devenue la Federazione Italiana Atletica Pesante (FIAP, fédération italienne d'athlétisme lourd), en 1974, la Federazione Italiana Lotta Pesi Judo (FILPJ, fédération italienne lutte haltérophilie et judo), puis en 1995 avec le karaté FILPJK.
En 2000, le 1er juillet, il y a eu séparation des activités d'haltérophilie des sports de combat, avec la naissance de la Federazione Italiana Pesistica e Cultura fisica (FIPCF), désormais autonome.